# Barbara Hulanicki
Barbara Hulanicki est une créatrice de mode, née en 1936 à Varsovie, en Pologne, de parents polonais . Elle est surtout connue comme la fondatrice du magasin de vêtements Biba à Londres.

## Biographie
Elle est née le 8 décembre 1936 à Varsovie, dans une fratrie de 3 filles. Son père, Witold Hulanicki, est un diplomate polonais. La famille vient au Moyen-Orient au gré des missions du père. Elle est autorisée à s’installer à Jérusalem par les Britanniques, lorsque son père est congédié par le nouveau régime communiste polonais, après la Seconde Guerre mondiale. Ce père est assassiné par le Stern gang à Jérusalem en 1948, sans doute pour ses liens avec les puissances occidentales,. La famille déménage à Brighton, en Angleterre. Pendant ses études de 1954 à 1956 à la Brighton School of Art, aujourd'hui Faculté des Arts de l'Université de Brighton, elle remporte en 1955 un concours du journal London Evening Standard pour les vêtements de plage. Elle commence sa carrière dans la mode en tant qu'illustratrice de mode indépendante pour divers magazines, y compris Vogue, Tatler et Women's Wear Daily, et réalise ses premières créations de vêtements, vendues par correspondance.
En 1964, elle ouvre une boutique de mode, Biba, dans le quartier de Kensington à Londres avec l'aide de son mari, Stephen Fitz-Simon. L’endroit devient un des lieux emblématiques du Swinging London. C’est une des premières boutiques proposant un univers complet s'inscrivent dans la culture pop et rock des années 1960, à des prix accessibles, allant des vêtements aux tissus d'ameublement, aux habits pour enfant et adulte et aux produits de beauté, dont un vernis à ongles noir remarqué. La boutique devient un lieu de prédilection pour les artistes, stars de cinéma et les musiciens rock, dont Mick Jagger et The Rolling Stones, David Bowie, ou encore Marianne Faithfull. Dans le magasin, la clientèle achète des mini-jupes, des chapeaux en feutre, des boas en plumes, des pantalons en velours, des tee-shirts unisexes, etc., ainsi que des objets et éléments de décoration intérieure conçus dans le même esprit. Cette boutique ferme en 1975,,.
En décembre 2011, elle est nommée officier de l'Ordre de l'Empire britannique pour les services apportés à l'industrie de la mode.